# Tenture de l'Apocalypse
Pour les articles homonymes, voir Apocalypse (homonymie).
La tenture de l'Apocalypse (ou les tapisseries de l'Apocalypse, ou encore l'Apocalypse d'Angers) est une représentation de l'Apocalypse de Jean de Patmos réalisée à la fin du XIVe siècle sur commande du duc Louis Ier d'Anjou. Cette œuvre est le plus important ensemble de tapisseries médiévales subsistant au monde. L'ensemble, composé de six pièces successives découpées chacune en quatorze tableaux, est exécuté d'après des cartons de Hennequin de Bruges et témoigne du prestige de son commanditaire. La tenture est léguée à la cathédrale d'Angers au XVe siècle par le roi René.
Après une longue période de négligence et de dégradations, elle est partiellement recomposée à partir du milieu du XIXe siècle, puis conservée et exposée dans le musée de la Tapisserie de l'Apocalypse, situé sur le site du château d'Angers, dans une très longue galerie construite à cet effet, inaugurée en 1954. L'Organisation des Nations unies pour l'éducation, la science et la culture (UNESCO), lors de sa réunion du Conseil exécutif du registre du 18 mai 2023, a inscrit la tenture de l'Apocalypse sur le registre international Mémoire du monde.

## Histoire

### Réalisation
La tenture de l'Apocalypse, à usage princier, est commandée entre 1373 et 1377 par le duc Louis Ier d'Anjou au marchand lissier Nicolas Bataille, le lissier le plus renommé de l'époque. Nicolas Bataille la fait fabriquer vraisemblablement à Paris dans les ateliers de Robert Poinçon, d'après les cartons de Hennequin de Bruges (connu également sous le nom de Jean de Bruges ou Jean Bondol), peintre attitré du roi de France Charles V. Il est toutefois probable que ce sont plusieurs ateliers de tissage distincts qui travaillent en même temps à la demande de Bataille, comme l'attestent les différences d'exécution selon les parties. On date son achèvement aux alentours de 1380 , voire 1382. Les inventaires successifs de la bibliothèque de Charles V sont utiles en la matière, puisqu'il est établi en 1380 que son manuscrit de l'Apocalypse a été « baillé à Mons d'Anjou pour faire son beau tapis » or ce manuscrit est encore présent dans l'inventaire de 1373, ce qui exclut que sa confection ait pu commencer avant cette date,.
Le sujet de la tenture s'inspire en effet de manuscrits à miniatures illustrant le texte de l'Apocalypse de Jean. Outre le manuscrit cité appartenant à Charles V, les autres sources d'inspiration possibles pour la création de Hennequin sont nombreuses. Les chercheurs proposent différents manuscrits illustrés, et en particulier une Apocalypse du XIIe siècle, exécutée au monastère de Bethléem près de Cambrai (manuscrit no 482 de la bibliothèque de Cambrai) ; le manuscrit 1184 de la bibliothèque de Metz, celui du séminaire de Namur, 688 et 14 410 du fonds latin de la bibliothèque Nationale (Apocalypse provenant de l'abbaye Saint-Victor de Paris), etc. Il est néanmoins difficile d'identifier un seul manuscrit qui puisse être considéré comme source d'inspiration principale pour Hennequin.
La tenture est utilisée pour des occasions solennelles. En 1400, elle est ainsi employée comme décor pour l'archevêché d'Arles à l'occasion du mariage du duc Louis II. La tenture est donnée par testament au roi René par sa mère Yolande d'Aragon.

### Donation de la tenture à la cathédrale d'Angers par le roi René

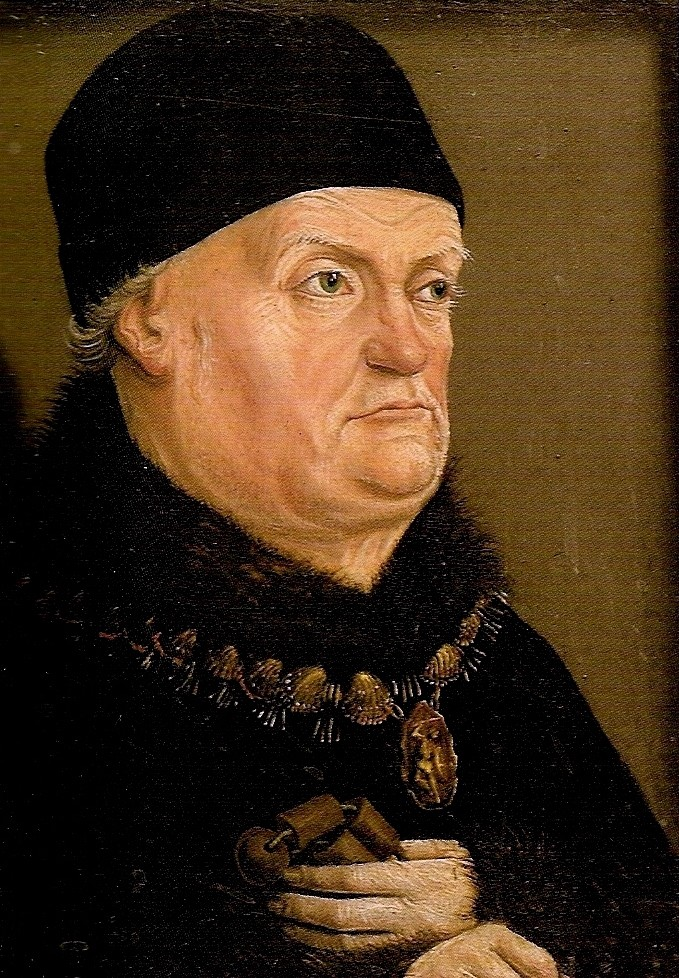
Le roi René, donateur de la tenture à la cathédrale d'Angers. Extrait d'un diptyque de Nicolas Froment (1474).

Elle est ensuite donnée par le roi René à la cathédrale d'Angers par une clause spéciale de son testament du 22 juillet 1474 qui est exécuté par une lettre de Louis XI à l'évêque d'Angers datée du 17 juillet 1480,. Elle est transportée du château de Baugé où elle se trouvait depuis 1476 et fait alors partie du trésor de la cathédrale où elle est conservée dans des coffres, roulée sur elle-même. Dans l'inventaire de 1505 il est précisé que six pièces ont été données par le roi René et la septième par madame de Bourbon, Anne de France, le 29 mai 1490. Elle est exposée dans la nef ou le transept lors de grandes fêtes religieuses (Pâques, Pentecôte, Toussaint, Noël) et de la Saint-Maurice (fête patronale).

### Dépose de la tenture
À la fin du XVIIIe siècle et au début du XIXe siècle, la tenture subit d'importants dommages.
Julien Péan de La Tuilerie, dans Description de la ville d'Angers écrit en 1778 que « la plupart des pièces ont vingt aunes de long sur cinq aunes de hauteur » (soit 24 m de long et 5,40 m à 5,60 m de haut). En 1623, quatre pièces étaient placées dans la nef mais le jubé ne permettait pas de voir les pièces placées dans le chœur.
En 1767, la tenture a été retirée en raison de son impact jugé préjudiciable sur les chants au sein de l'église. La tenture située dans le chœur a été déposée afin de permettre l'installation des boiseries réalisées entre 1778 et 1783 par le père de David d'Angers. Ces tapisseries sont placées dans le transept. La tenture est mise en vente par le chapitre de la cathédrale en 1782 mais ne trouve pas d'acheteur. Pendant la période révolutionnaire, elle a été réaffectée à des usages plus pragmatiques tels que des couvertures ou des protections pour les orangers en hiver. Même après la Révolution, elle a continué à être utilisée à des fins plus ordinaires, notamment en tant que doublures de rideaux ou pour garnir les écuries, etc..

### Redécouverte de la tenture et premières restaurations
La tenture a été saisie au début de la Révolution. Elle est déposée à l'abbaye Saint-Serge, plus précisément dans le dépôt des œuvres d'art. Le chanoine Louis-François Joubert (1790-1873), chanoine custode de la cathédrale responsable du trésor de la cathédrale va prendre en charge la restauration de la tenture. Il transmet à l'évêque d'Angers le premier rapport sur l'état de la tenture le 8 juin 1848. Il rappelle que l'évêque d'Angers, Montault-Désilles avait obtenu la restitution de la tenture en 1803. La tenture était alors divisée en quinze parties comprenant 58 sujets réunis quatre par quatre sans aucune logique. Il rappelle que la tenture a été déposée dans l'ancien séminaire d'Angers dirigé par Toussaint Grille (1766-1850) où le chanoine Joubert l'a trouvée dans un état déplorable car déposée dans un local humide. Il explique que pendant la Révolution des éléments de la tapisserie avait servi à protéger du froid les orangers de l'abbaye Saint-Serge, comme couverture pour chevaux, comme paillasson de la sacristie du couvent des sœurs de la Sagesse, pour masquer les dégradations dans les murs de la cathédrale Saint-Maurice, ou comme toile d'emballage. Le chaisier de la cathédrale a raconté que l'évêque d'Angers l'a récupéré en 1806 : « Monseigneur l'avait envoyé avec son cocher les chercher au musée. Monsieur Grille les rendit, mais en quel état. Déposées en un endroit humide, trouées, elles se déchiraient entre les mains qui passaient au travers ». Les tapisseries sont alors raccommodées de la meilleure façon possible, de nouveau exposées dans le transept de la cathédrale. Cependant, en 1825, le réaménagement du mobilier de la cathédrale a entraîné une nouvelle fois leur dépose et elles sont alors entreposées à l'évêché où leur sort ne va pas être meilleur qu'à la fin du XVIIIe siècle. Il rédige un état des tapisseries le 26 février 1849 listant les 55 pièces en sa possession. D'autres tableaux sont découverts par le chanoine Joubert. Ses premières interventions consistent à enlever les doublures des tableaux ce qui lui permit de découvrir sept nouvelles scènes. Pour lui permettre la restauration de la tenture, l'évêque lui a permis d'investir une salle de l'évêché. Après avoir démonté les doublures, il va faire les réparations qui lui semblent nécessaires, puis il va découdre les scènes qui étaient montées quatre à quatre pour les réordonner comme il l'écrit dans son rapport à l'évêque d'Angers, en 1850 : « Comme il est évident que l'ordre véritable a été interverti, je désire en adopter un autre. J'y suis autorisé par le texte même de l'Apocalypse, et ce qui confirme mes observations, c'est la justesse avec laquelle tel ou tel panneau séparé naguère se réunit exactement ». Il est aidé par une habile ouvrière, Adèle Logerais. Le 26 avril 1852, il présente un devis pour obtenir des subsides de l'État. Le coût des travaux faits depuis trois ans se montait à 135 francs. Il évoque ceux faits sur le grand personnage de la première pièce qui a été « composé de fragments séparés qui ont été réunis avec succès et une adresse telle que souvent on ne peut distinguer les traces du vandalisme ». Il évalue le coût des opérations restant à faire à 2 138 francs. Il évoque la possibilité de retissages pour combler les manques de plusieurs scènes. Ces compléments n'ont pas été effectués. Le chanoine entreprend de retisser certaines scènes ce qui entraîne les protestations de Prosper Mérimée entraînant l'arrivée de l'architecte diocésain Charles Joly-Leterme, à partir du 14 mai 1852, pour superviser la suite de la restauration. Les différentes scènes ont été lavées dans l'eau de la Maine. La laine nécessaire à la restauration des tapisseries était fournie par la manufacture des Gobelins dirigée par Adrien-Léon Lacordaire. En 1868, il découvre des tableaux et des fragments importants dans une maison particulière. Jusqu'en 1863, les travaux de restauration ont consisté en coutures, doublages, lavages et renchaînages des tapisseries. Cependant, des retissages ont été nécessaires pour certaines scènes quand les manques étaient trop importants pour coudre directement les morceaux. Il s'est agi généralement de reprendre les motifs de fond, de poursuivre les lignes et les modelés. Pour faire connaître la tenture, le chanoine Joubert s'est adressé à Léon de Joannis (1803-1868), ancien officier de marine devenu graveur en 1843, pour graver les premières images de la tenture et les publier. Il commence la reproduction au trait des tapisseries en 1853. Il publie le livre comprenant 78 planches en 1864.
Le 4 avril 1869, une commission de conservation des tapisseries du trésor comprenant Louis-François Joubert, Louis de Farcy et le chanoine Alexandre Machefer (1822-1902), est formée. Le chanoine Machefer succède au chanoine Joubert comme custode. On entreprend une restauration plus invasive dans les trois décennies suivantes, faisant tisser complètement des scènes manquantes. En 1876, deux panneaux de la tenture sont présentés à l'exposition de l'Union centrale des beaux-arts.
Il ne reste plus aujourd'hui que 100 m sur les 144 m de la tenture initiale. La hauteur a aussi été réduite par la disparition des bandes de terre et de ciel.

### La tenture de l'Apocalypse propriété de l'État
La loi de séparation des Églises et de l'État de 1905 fait obligation aux biens du clergé d'être mis à la disposition de l'État et du public, si bien que la tenture devient propriété publique tout en demeurant affectée au culte. En 1910, l'administration des Beaux-Arts a obtenu l'ancien palais épiscopal réaménagé en musée de la tapisserie, où la majeure partie de la collection est présentée tout au long de l'année.

### Exposition de la tenture au château d'Angers
L'évêque d'Angers Henri Alexandre Chappoulie signe en 1952 une convention prévoyant une présentation définitive et permanente de la tenture dans le château d'Angers.
De 1953 à 1954, l'architecte en chef des monuments historiques Bernard Vitry construit une galerie en équerre à l'emplacement des anciens bâtiments qui ferment la cour seigneuriale du château d'Angers. Les baies sont occultées par des rideaux en 1975 car la galerie présente de larges fenêtres vitrées à meneaux qui laissent pénétrer la lumière du soleil, ce qui dégrade énormément les couleurs. En 1982 est décidé le réaménagement de la galerie pour exposer la tenture dans un lieu sombre éclairé par des lumières tamisées. L'intervention est réalisée de janvier à juillet 1996 : les scènes sont accrochées à deux hauteurs, tendues sur des velcros, sur les murs teintés d'un bleu sombre. Chaque scène est cernée d'un filet blanc évoquant la surface des pièces d'origine.
Au début du XXIe siècle, la tenture est conservée à une température constante (19 °C), avec un éclairage limité à 40 lux et un degré d'hygrométrie maîtrisé, pour mieux en assurer la conservation. Le 19 mai 2023, elle est inscrite sur le registre Mémoire du monde par l'UNESCO,.
L'œuvre visible au XXIe siècle est amputée : sur les 140 mètres de sa longueur d'origine, seuls une centaine sont exposés. Sur les 90 tableaux originels, 68 sont restés intacts et 7 subsistent partiellement. C'est au cours de sa conservation dans les coffres du trésor de la cathédrale que la dernière partie de la tapisserie (les ensembles 5 et 6) a le plus souffert.

## Caractéristiques

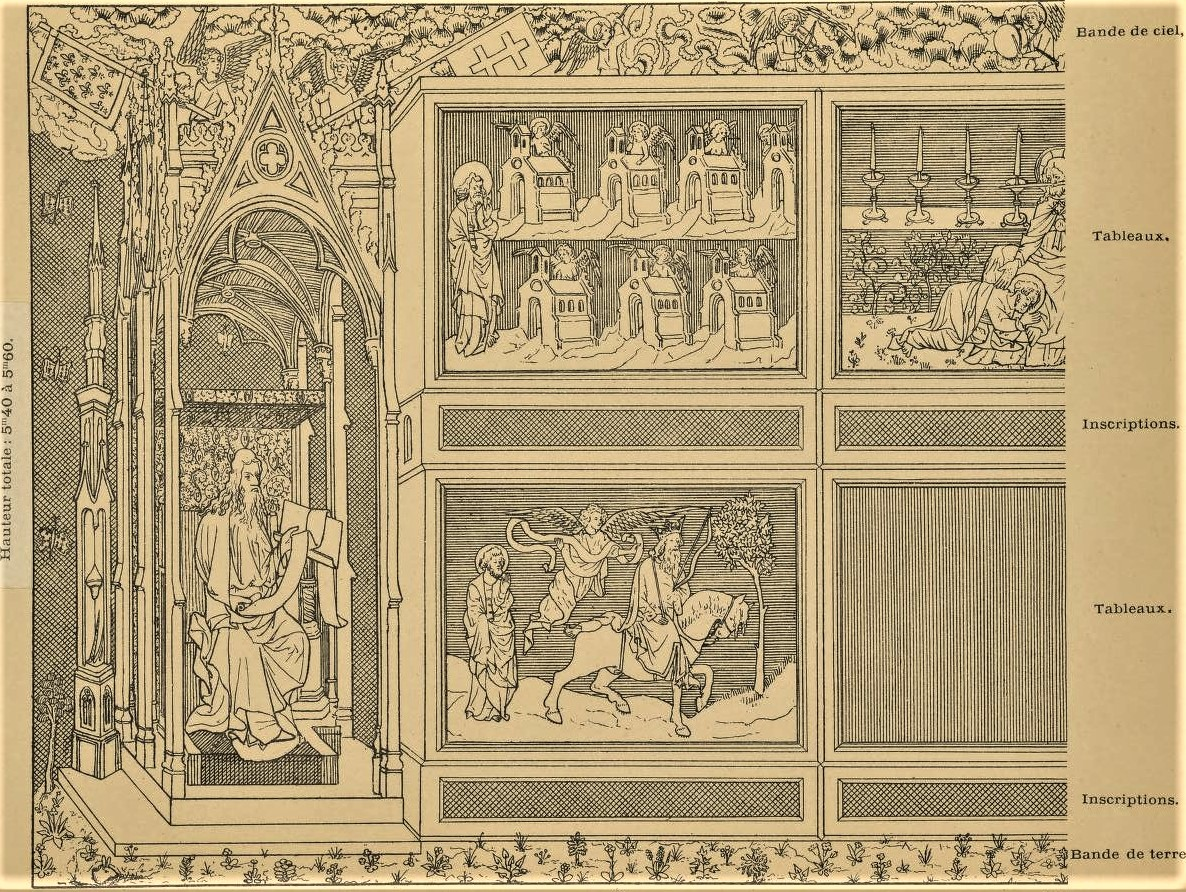
Essai de restitution des dispositions originales de la tapisserie par Louis de Farcy

Avant son démantèlement, la tenture mesurait environ cent-quarante mètres de long et six mètres de haut ; elle couvrait une surface totale de 850 m2. Elle se compose de six pièces, ou tableaux, mesurant chacun vingt-et-un mètres de long.
Pour la chaîne et la trame, c'est la laine qui est employée : il s'agit d'une laine aux couleurs vives, teintée à l'aide de colorants végétaux comme la gaude pour la gamme des jaunes, la garance pour les rouges et le pastel pour les bleus. Cette tapisserie est réversible : le revers est identique à l'avers, ce qui témoigne de la virtuosité des tisseurs.
Du fait des déplacements, découpages et dégradations successifs, le nombre de pièces d'origine est cause de discussions. À la fin du XIXe siècle et jusqu'au milieu du XXe siècle, il est supposé que l'ensemble était composé de sept pièces, en écho au chiffre symbolisant la perfection souvent évoqué dans l'Apocalypse. Toutefois, les recherches historiographiques plus récentes font penser que la tenture est en réalité composée de six pièces, chacune contenant quatorze tableaux, pour un total de quatre-vingt-quatre tableaux auxquels s'ajoutent les grands personnages qui introduisent chaque pièce.
Seuls cent quatre mètres ont pu être récupérés et sont exposés, le sixième tableau étant le plus incomplet.

## Thèmes de la tapisserie
La thématique de l'Apocalypse est fréquente dans une époque marquée par la peste noire qui ampute l'Europe du tiers de sa population et un royaume de France troublé par la guerre de Cent Ans.
Les six pièces comportent, pour les deux qui sont complètes, quatorze tableaux où alternent des fonds rouges et des fonds bleus, répartis sur deux niveaux ou registres. En tête de chaque pièce, un personnage sous un baldaquin introduit le spectateur à la lecture allégorique des visions que Jean de Patmos a reçues vers le milieu du Ier siècle. Ce personnage occupe la hauteur de deux registres. En plus d'une illustration du texte de saint Jean, la tapisserie contient des informations ou satires (parfois des clins d'œil) sur la vie politique et sociale du XIVe siècle. On y voit des références notables sur l'ennemi l'anglais, dont le roi de l'époque, et le Prince Noir dissimulés sous les traits des divers cavaliers coiffés du casque d'Anglais.
Nota. Dans les tableaux ci-dessous : En italique les pièces disparues ou dont on ne conserve qu'un fragment.

### Première pièce: les sept sceaux (Ap 1,1-6,17)

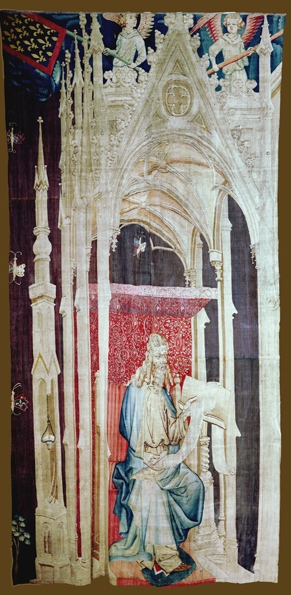
Le vieil homme
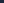
(St Jean à Patmos)
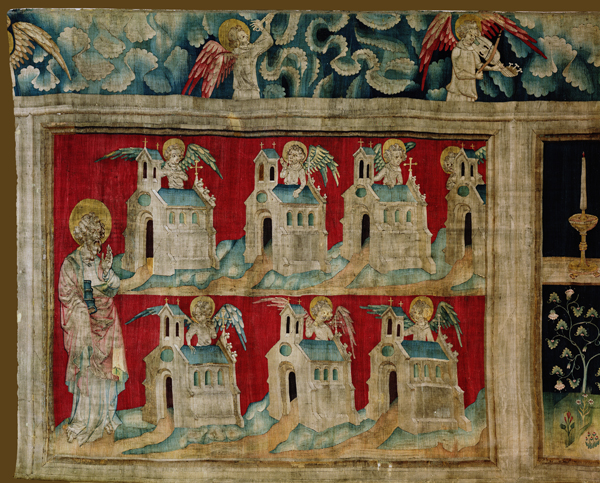
Les sept Églises
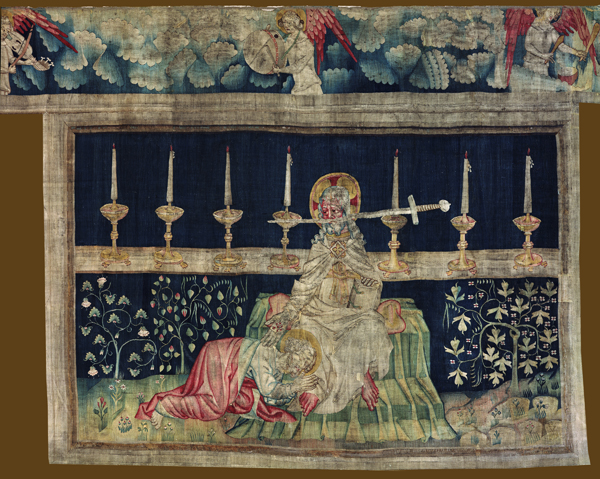
Le Christ au glaive
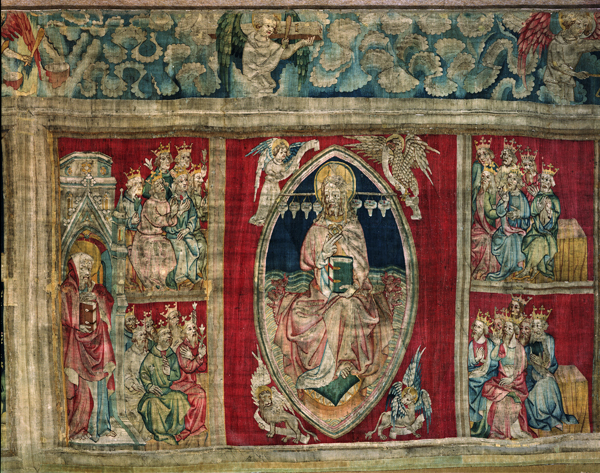
Dieu en majesté
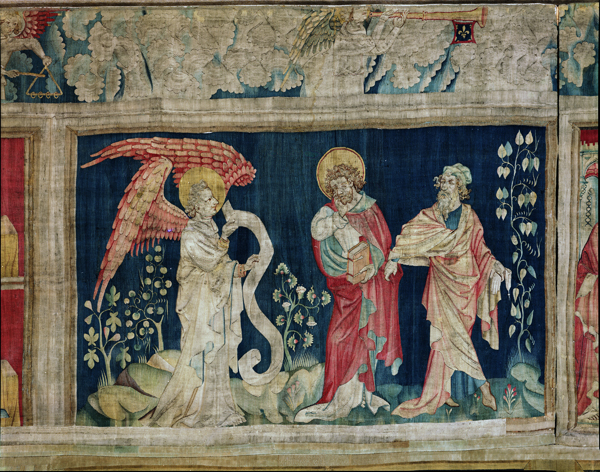
Les Larmes de Jean
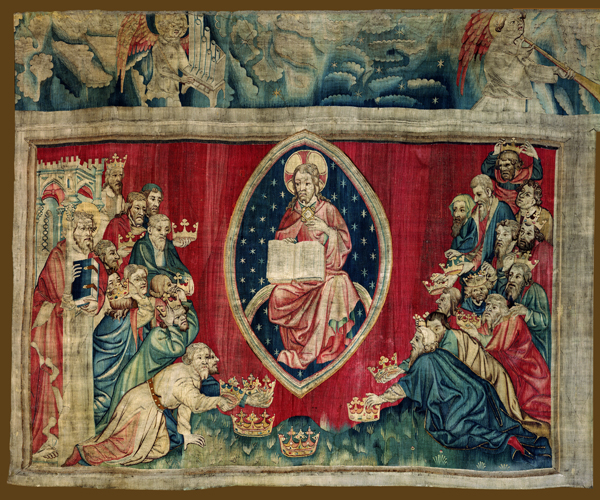
Les Vieillards se prosternent
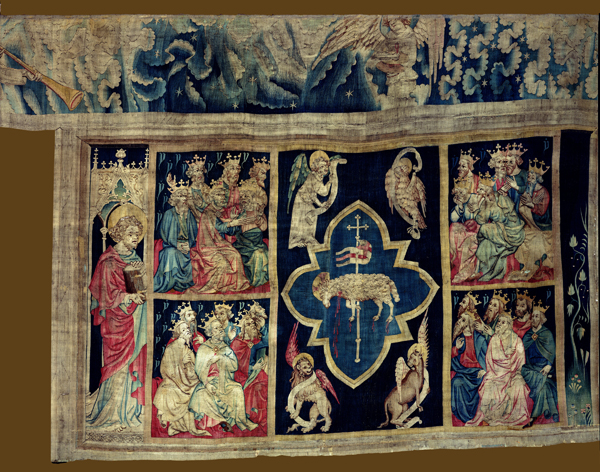
L'Agneau égorgé
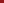
(L'Agneau ouvre le livre)
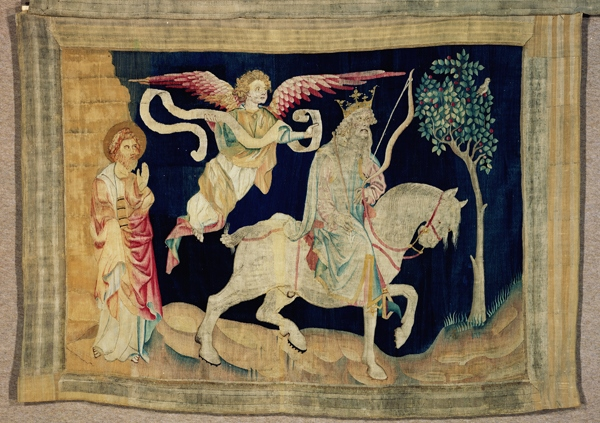
Premier sceau : le cavalier au cheval blanc
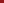
(Deuxième sceau : Cheval roux)
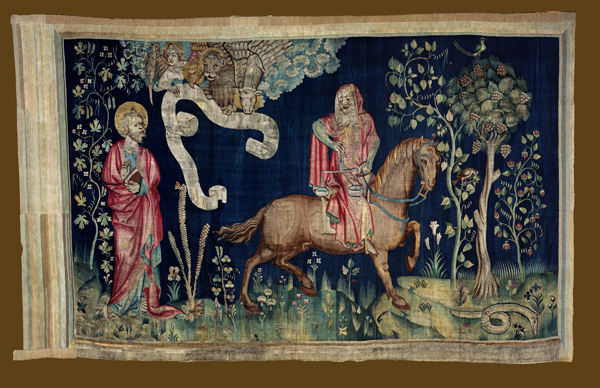
Troisième sceau : le cavalier au cheval noir
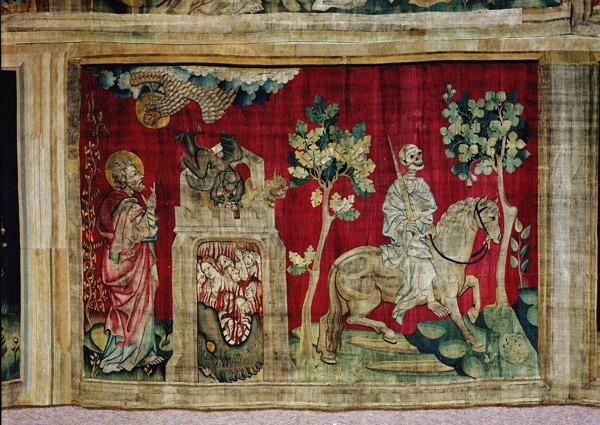
Quatrième sceau : le cavalier au cheval livide et la mort
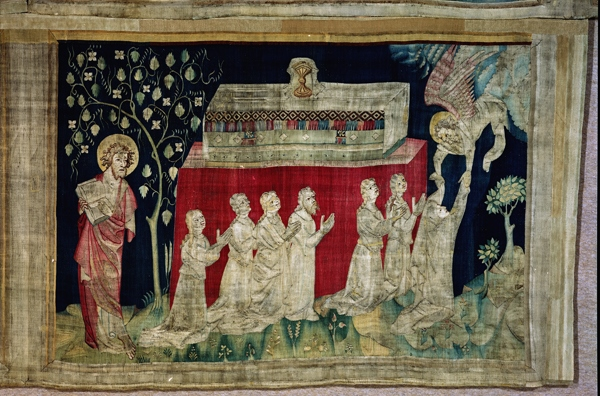
Cinquième sceau : les Âmes des martyrs
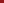
(Sixième sceau : Tremblement de terre)

- Le lecteur (Apocalypse 1,1-3). Un grand personnage sous un baldaquin, qui occupe toute la hauteur de la tenture, ouvre la série des tableaux. C'est le lecteur du livre de l'Apocalypse : « Heureux celui qui lit et ceux qui entendent les paroles de la prophétie, et qui gardent les choses qui y sont écrites[28] ! »

Registre du haut :
- Saint Jean à Patmos (Ap 1,4-10).
- Les sept Églises (Ap 1,11 ;  2 ;  3). Elles sont représentées matériellement par 7 églises et spirituellement par 7 anges[29]. À gauche du tableau, saint Jean porte la main gauche à sa bouche : il annonce la Révélation contenue dans le livre qu'il porte dans sa main droite.
- Le Christ au glaive (Ap 1,12-20). Lors de cette théophanie, un être semblable à un « fils d'homme[30] », révèle à saint Jean, prosterné à ses pieds, le mystère des 7 candélabres qui symbolisent les 7 églises d'Asie illuminées par les 7 dons du Saint-Esprit ; et celui des 7 étoiles rouges qu'il tient dans la paume de sa main droite représentant les anges des 7 églises. Dans sa bouche, tenue à l'horizontale, une épée à double fil symbolise quant à elle la puissance du Verbe divin.
- Dieu en majesté (Ap 4,1-8). C'est la seconde vision de Dieu en majesté. Elle met en scène les quatre « êtres vivants[31] » ou les quatre animaux du tétramorphe qui entourent le trône de Dieu et que voit saint Jean au début de l’Apocalypse, vision qui fait écho à celle d'Ézéchiel dans l'Ancien Testament. La divinité qui se tient dans une mandorle cantonnée du lion, du taureau, de l'homme et de l'aigle est entourée des vingt-quatre Vieillards, six à chaque angle du tableau. Hennequin de Bruges a pris soin de représenter leurs différences physiques pour montrer la diversité de cette humanité tournée vers Dieu. Certains sont imberbes, d'autres portent la barbe brune ou blanche, selon leur âge. Cet âge est symbolique de leur sagesse. On a assimilé leur nombre aux douze tribus d'Israël, aux douze prophètes ou aux douze apôtres de la Bible.
- Les Vieillards se prosternent (ou l'Adoration des vingt-quatre Vieillards ; Ap 4,9-11). Jean est à gauche de la scène dans son abri de pierre. Au centre du tableau, le Seigneur, dans la mandorle et assis sur un arc-en-ciel, est auréolé du nimbe crucifère. Il tient en main le livre ouvert. La tapisserie ne suit pas en cela le texte de l'Apocalypse : « Puis je vis dans la main droite de celui qui était assis sur le trône un livre écrit en dedans et en dehors, scellé de sept sceaux[32]. » En revanche, le texte indique ceci : « […] les vingt-quatre Vieillards se prosternent devant celui qui est assis sur le trône, et ils adorent celui qui vit aux siècles des siècles, et ils jettent leurs couronnes devant le trône […] »[31]. Ils ont enlevé leurs couronnes pour les offrir à Dieu, en signe d'adoration. Sur la terre, ils ont posé leurs mains et leurs genoux, tout en étant tendus vers le ciel. Dans le récit de Jean, ils portent des vêtements blancs, signe de leur pureté et de la lumière qui les habite. Mais Hennequin de Bruges a préféré dépeindre les vingt-quatre rois dans leur diversité, avec des vêtements de couleurs variées, des différences d'âge et de traits.
- Les larmes de saint Jean (Ap 5,1-5). Jean est représenté au centre de la tapisserie, et non en marge comme à l'habitude. À sa droite l'ange déployant une banderole, à sa gauche le vieillard qui, faisant le geste d'entraîner Jean, tient dans sa main gauche un gant, sans doute celui qu'il a ôté pour le toucher[N 6]. Ce tableau illustre les versets 2 à 5 : « Et je vis un ange puissant, qui criait d’une voix forte : Qui est digne d’ouvrir le livre, et d’en rompre les sceaux ? Et personne dans le ciel, ni sur la terre, ni sous la terre, ne put ouvrir le livre ni le regarder. Et je pleurai beaucoup de ce que personne ne fut trouvé digne d’ouvrir le livre ni de le regarder. Et l’un des Vieillards me dit : Ne pleure point ; voici, le lion de la tribu de Juda, le rejeton de David, a vaincu pour ouvrir le livre et ses sept sceaux. »
- L'Agneau égorgé (Ap 5,6-10). « Et je vis, au milieu du trône et des quatre êtres vivants et au milieu des vieillards, un agneau qui était là comme immolé. Il avait sept cornes et sept yeux, qui sont les sept esprits de Dieu envoyés par toute la terre[33]. » Sur les trônes, les Vieillards couronnés ont repris leur place. Les attitudes variées de leur corps, les vêtements colorés créent  un mouvement de vie dans l'univers géométrique. Les mains ouvertes accueillent, interrogent, celles fermées vers le cœur contemplent.Tous les corps sont tournés vers le centre, qui attire. Un agneau égorgé occupe le cœur du ciel. Il symbolise le Christ et son sacrifice sur la croix. La tête de l'agneau pend piteusement et le sang jaillit de ses plaies. Hennequin de Bruges n'a pas représenté les sept yeux de l'agneau. En revanche, il a figuré les sept cornes décrites par Jean, signes de puissance, de force vitale et d'élévation.

Registre du bas :
- Les anges et toutes les créatures louent l'Agneau (Ap 5,11-14) ;
- Premier sceau : le cavalier au cheval blanc (Ap 6,1-2) ;
- Deuxième sceau : le cavalier au cheval roux (Ap 6,3-4) ;
- Troisième sceau : le cavalier au cheval noir (Ap 6,5-6) ;
- Quatrième sceau : le cavalier au cheval livide (Ap 6,7-8) ;
- Cinquième sceau : les âmes des martyrs (Ap 6,9-11). Lorsque l'Agneau ouvre le cinquième sceau, la vision des quatre cavaliers de l'Apocalypse disparaît. Elle laisse place à une foule agenouillée au pied d'un autel, petits êtres souriants, hommes et femmes mêlés, les mains larges, comme la prière qu'ils adressent à Dieu. Ce sont les âmes des martyrs.Selon la tradition du Moyen Âge, les artistes représentent les âmes comme des hommes nus, libérées des apparences du monde en se montrant dans leur vérité. Ici, Hennequin de Bruges a préféré suivre le récit de l'Apocalypse en les présentant vêtues de tuniques blanches portant ainsi la splendeur de leur renaissance. L'ange à gauche offre l'habit de lumière à l'homme près de lui. Derrière les martyrs se dresse un grand autel. Deux petites croix coudées en forme de gamma, troisième lettre de l'alphabet grec, ornent le tissu brodé de la table. Cette croix est un symbole très ancien partagé par de nombreuses traditions. Le tissu rouge vif est le signe du sang versé. A droite, Jean tient le Livre de la révélation ouvert. L'arbre qui penche son feuillage vers lui  n'est plus celui qui paraissait desséché au contact du cavalier Mort. Il porte les fleurs blanches du renouveau.
- Sixième sceau : le tremblement de terre (Ap 6,12-17).

### Deuxième pièce: les sept trompettes (Ap 7,1-10,11)

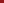
(4 vents)
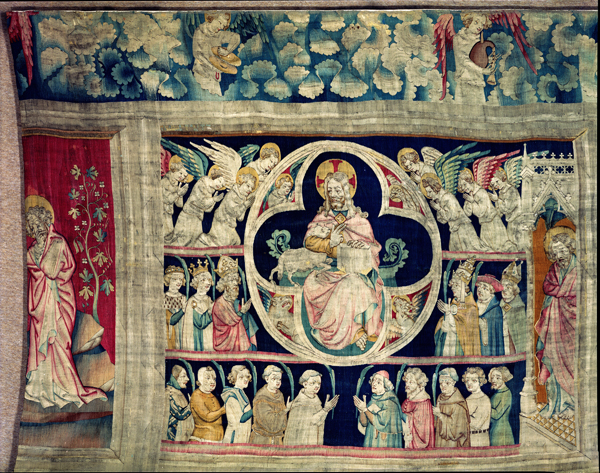
Foule des élus
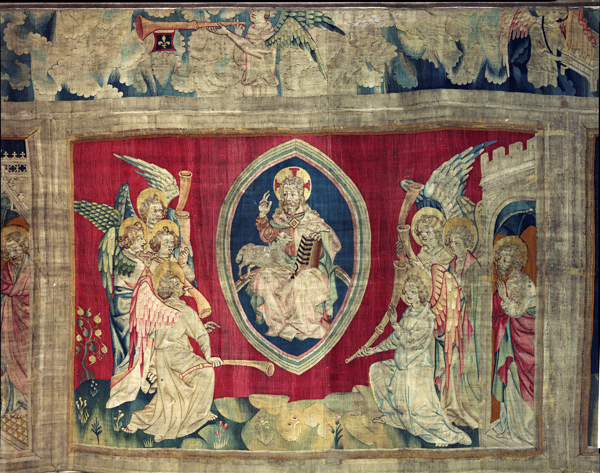
Septième sceau : Les sept trompettes
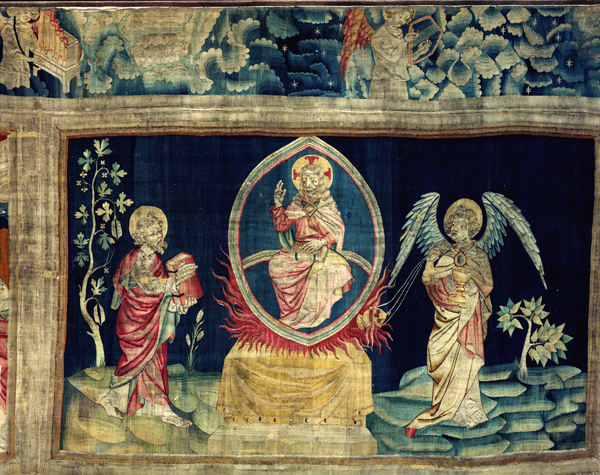
Ange à l'encensoir
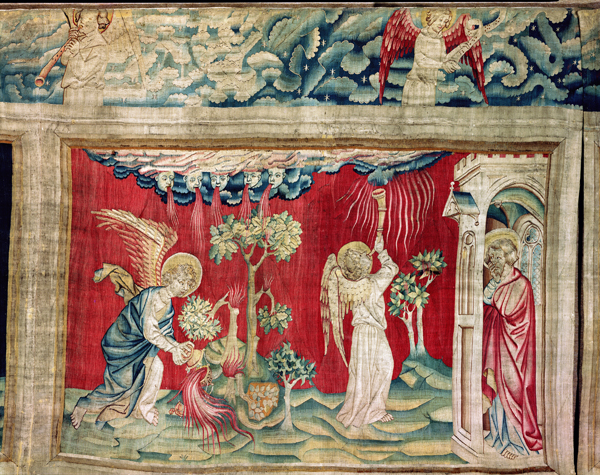
L'ange vide son encensoir
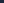
(Première trompette : Grêle et feu)
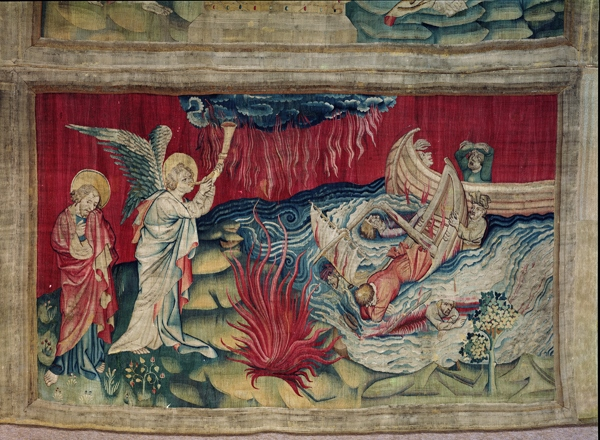
Deuxième trompette : Naufrage
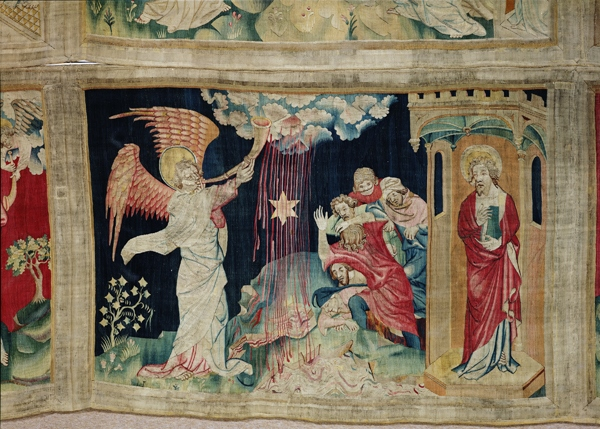
Troisième trompette : L'Absinthe
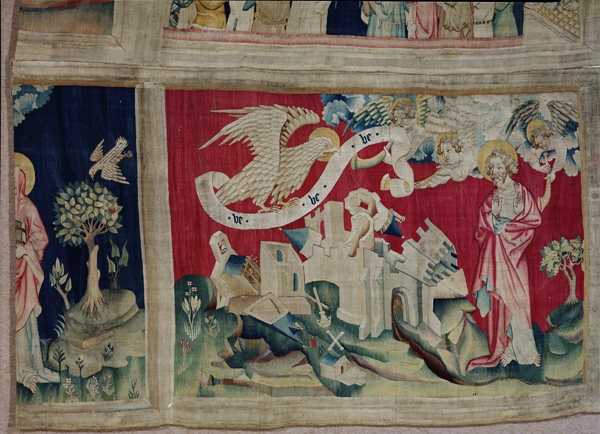
Quatrième trompette : Aigle de malheur
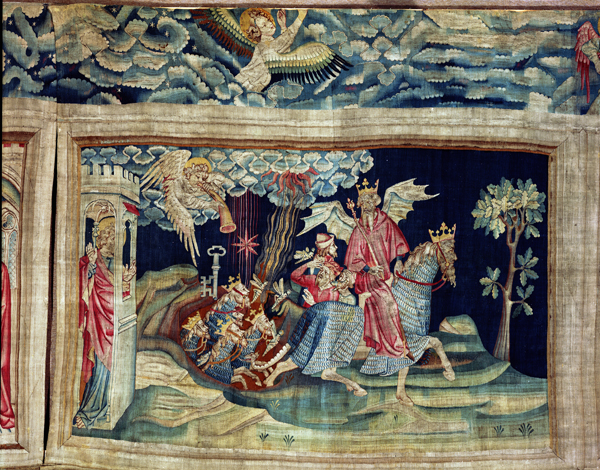
Cinquième trompette : Sauterelles
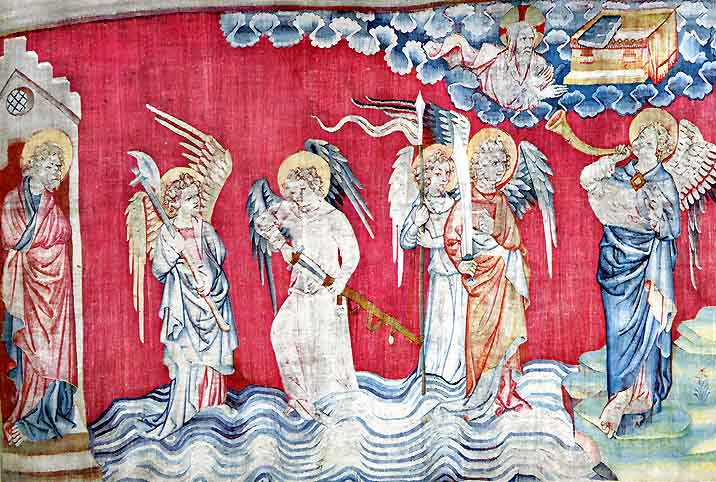
Sixième trompette : Anges de l'Euphrate
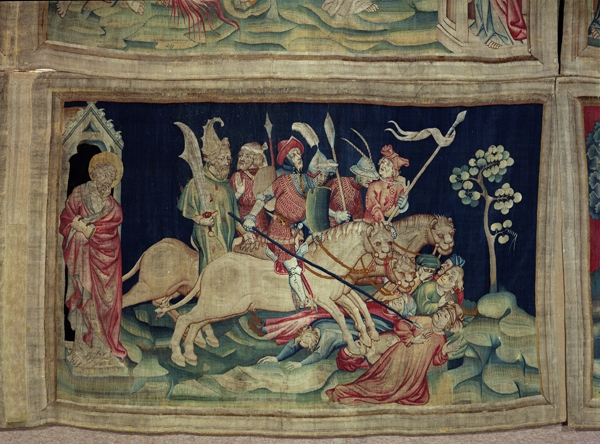
Myriades de cavaliers
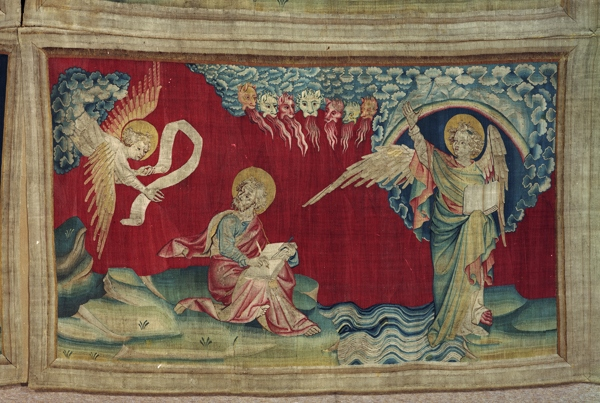
Ange au livre
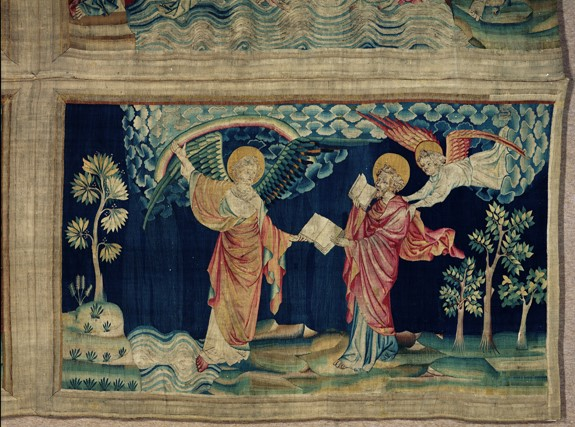
St Jean mange le livre

- Lecteur disparu.

Registre du haut :
- Les quatre vents (Ap 7,1-3), dont il ne reste qu'un fragment.
- La foule des élus (Ap 7,4-17).
- Septième sceau : les sept trompettes (Ap 8,1-2).
- L'Ange à l'encensoir (Ap 8,3-4).
- L'Ange vide son encensoir (Ap 8,5-6).
- Première trompette : la grêle et le feu (Ap 8,7), dont il ne reste qu'un fragment.
- Deuxième trompette : le naufrage (Ap 8,8-9).

Registre du bas :
- Troisième trompette : l'Absinthe (Ap 8,10-11).
- Quatrième trompette : l'Aigle de malheur (Ap 8,12-13).

« Je regardai, et j’entendis un aigle qui volait au milieu du ciel, disant d’une voix forte : Malheur, malheur, malheur aux habitants de la terre, à cause des autres sons de la trompette des trois anges qui vont sonner ! ». Le triple malheur qu'apporte l'aigle est rendu, sur la tenture, par la ville détruite et les mots de malheur (en latin Ve, Ve, Ve) tissés sur le phylactère que l'oiseau, de très grande taille, tient dans ses pattes et son bec. C'est le seul phylactère de la tenture qui porte une inscription.
- Cinquième trompette : les sauterelles (Ap 9,1-12).
- Sixième trompette : les Anges de l'Euphrate (Ap 9,13-15).
- Les myriades de cavaliers (Ap 9,16-21).
- L'Ange au Livre (Ap 10,1-8).
- Saint Jean mange le Livre (Ap 10,9-11).

### Troisième pièce: le dragon (Ap 11,1-13,7)
Cette pièce est complète : un grand personnage et quatorze tableaux.

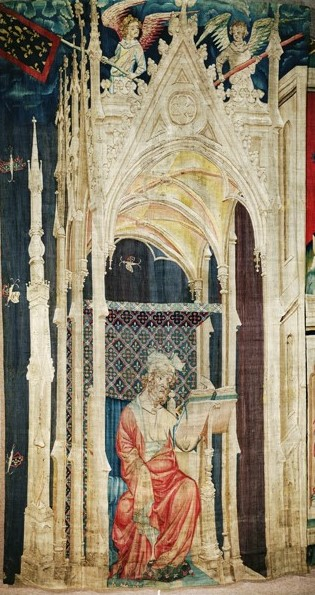
Lecteur.
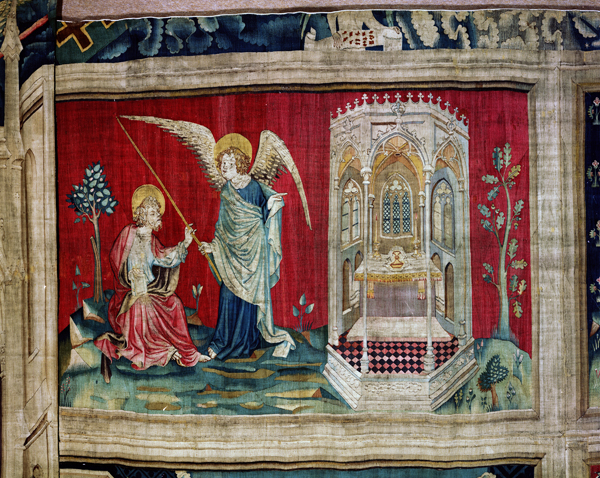
Mesure du Temple.
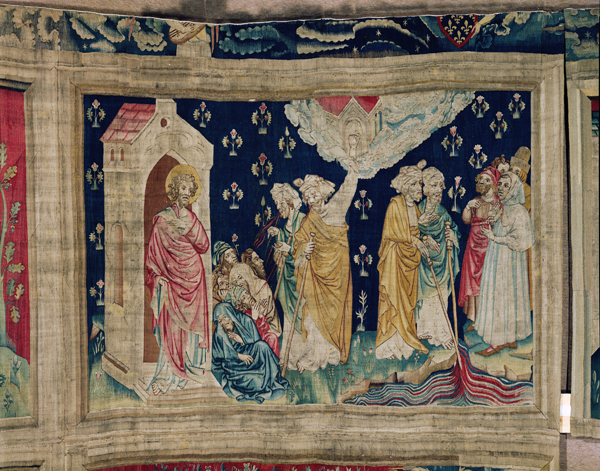
Deux témoins.
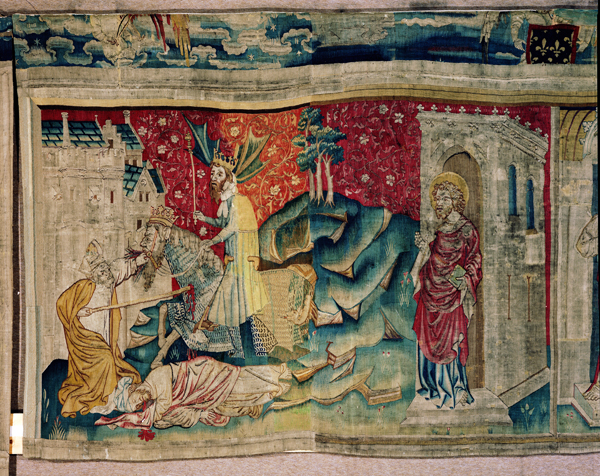
Mort des deux témoins.
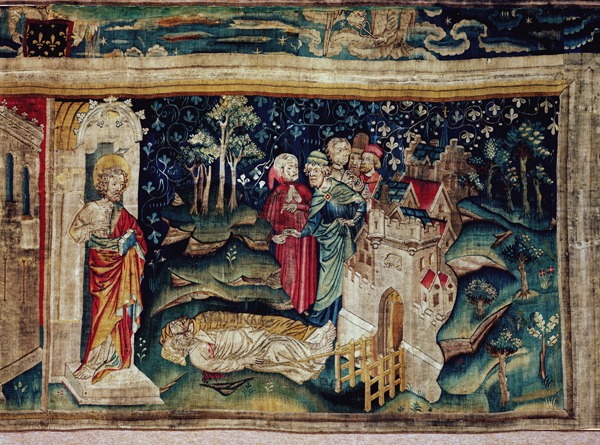
Joie des hommes devant les témoins morts.
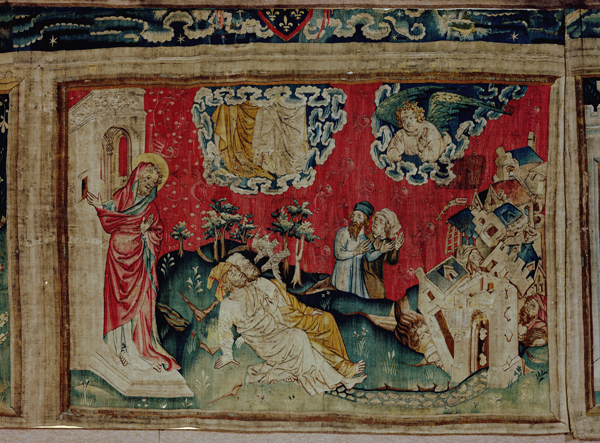
Les témoins ressuscitent.
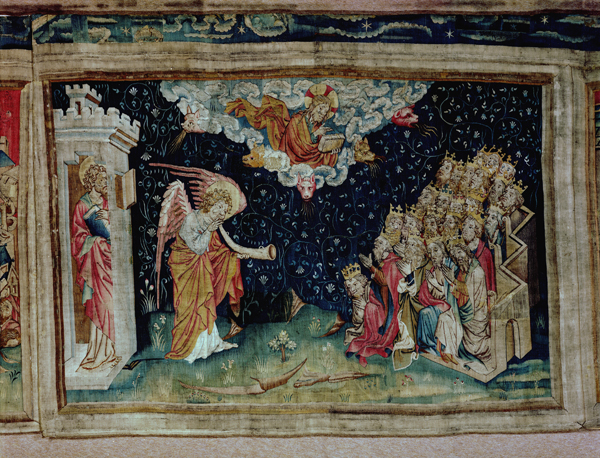
Septième trompette : Annonce de la victoire.
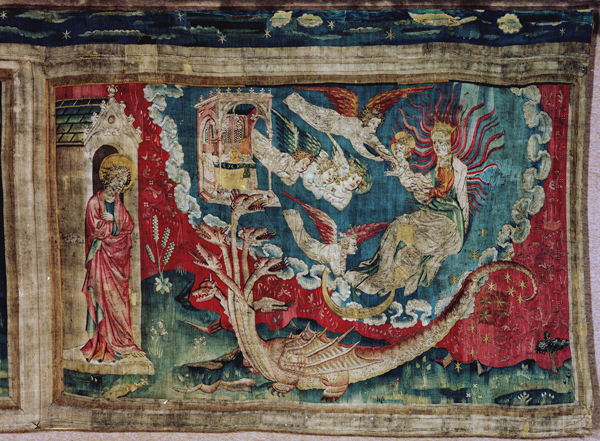
Femme revêtue du soleil.
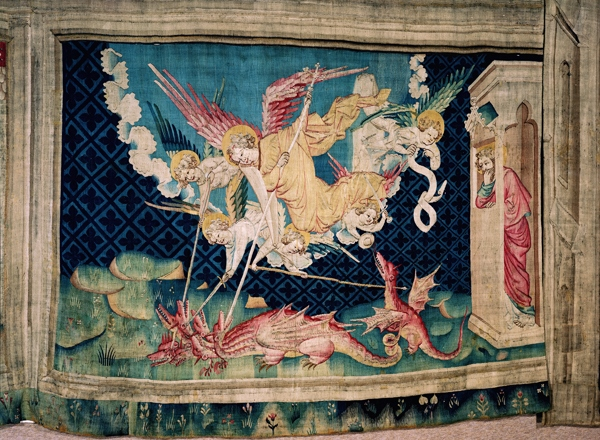
Saint Michel combat le dragon (renversée s.v.p.).
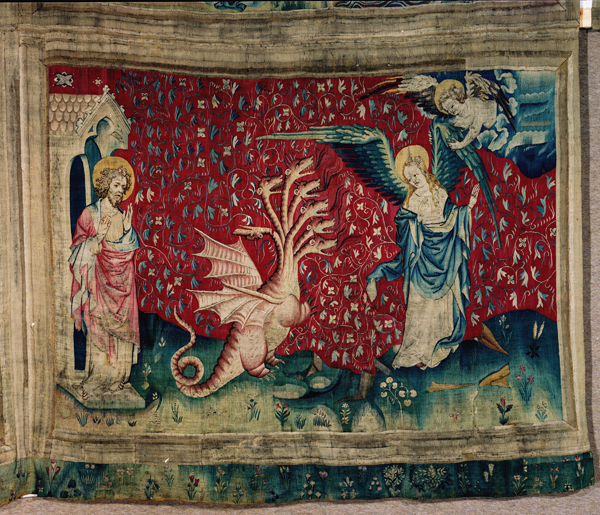
La femme reçoit des ailes.
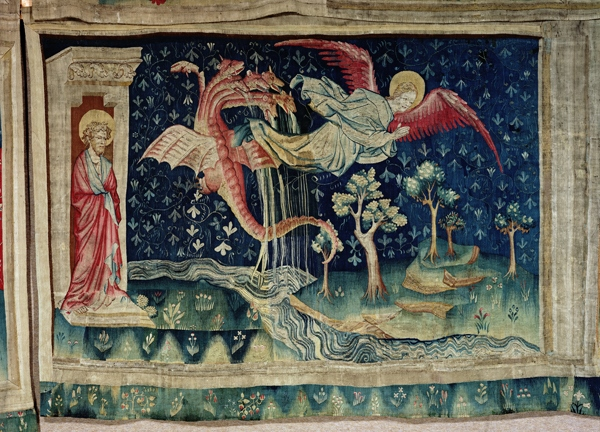
Le dragon poursuit la femme.
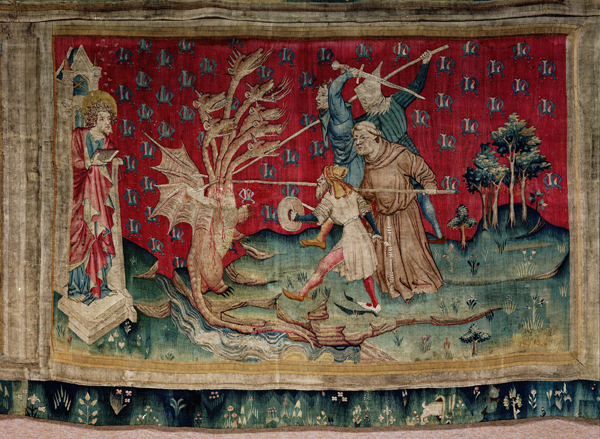
Le dragon combat les serviteurs de Dieu.
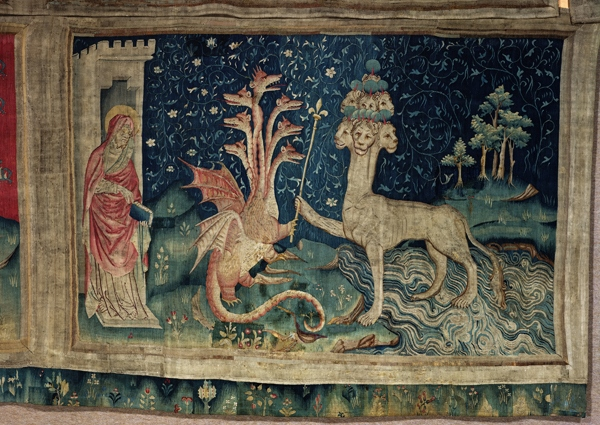
Bête de la mer.
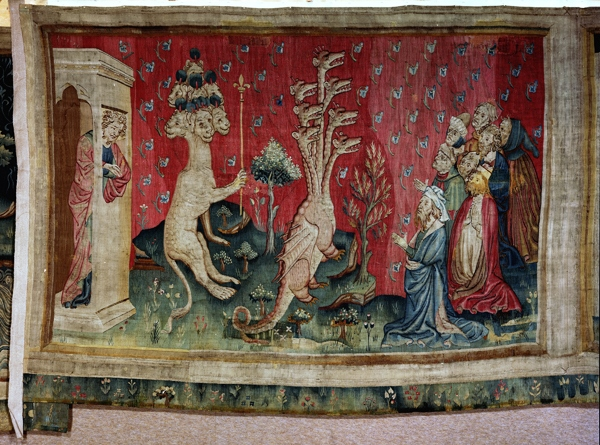
Adoration du dragon.
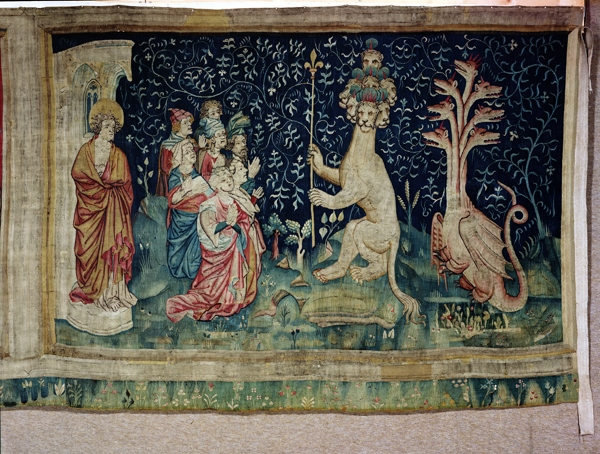
Adoration de la bête.

- Le lecteur  sous un baldaquin. Deux anges portent des armes de Louis Ier d'Anjou et celles de l'ordre de la Croix, la croix à double traverse ou Croix d'Anjou, ordre de chevalerie qu'il a fondé.

Registre du haut :
- La mesure du Temple (Ap 11,1-2).
- Les Deux témoins (Ap 11,3-6).
- La mort des deux Témoins (Ap 11,7-8).
- Joie des hommes devant les Témoins morts (Ap 11,9-10).
- Les Témoins ressuscitent (Ap 11,11-14).
- Septième trompette : l'annonce de la victoire (Ap 11,15-19).
- La Femme revêtue du soleil (Ap 12,1-6).

Registre du bas :
- Saint Michel combat le Dragon (Ap 12,7-12).
- La Femme reçoit des ailes (Ap 12,13-14).
- Le Dragon poursuit la Femme (Ap 12,15).
- Le Dragon combat les serviteurs de Dieu (Ap 12,16-18).
- La Bête de la mer (Ap 13,1-3).

« Puis je vis monter de la mer une bête qui avait dix cornes et sept têtes, et sur ses cornes dix diadèmes, et sur ses têtes des noms de blasphème.
La bête que je vis était semblable à un léopard ; ses pieds étaient comme ceux d’un ours, et sa gueule comme une gueule de lion. Le dragon lui donna sa puissance, et son trône, et une grande autorité. » Jean de Bruges a représenté ici le sceptre royal portant une fleur de lys pour signifier clairement la transmission du pouvoir.
- L'adoration du Dragon (Ap 13,4).
- L'adoration de la Bête (Ap 13,4).

### Quatrième pièce: les trois anges (Ap 13,8-15,4)
Cette pièce est complète : un grand personnage et quatorze tableaux.

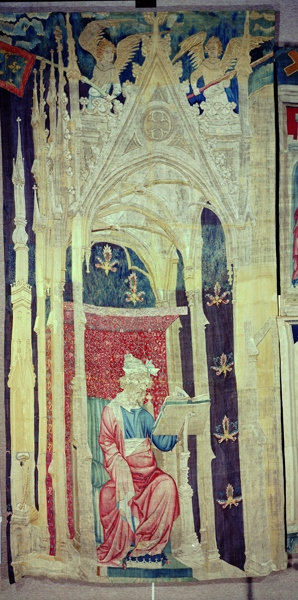
Lecteur
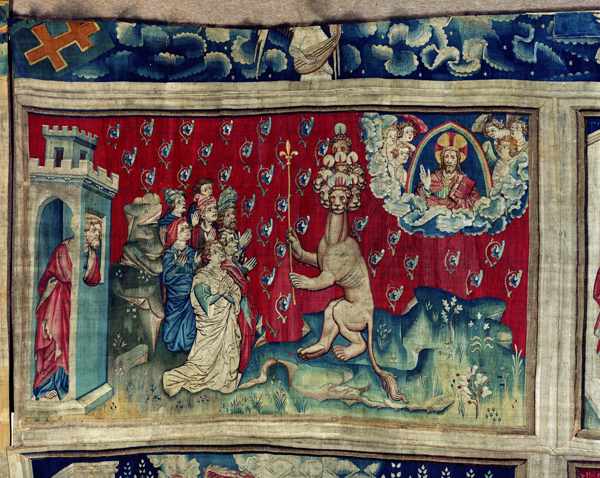
Nouvelle adoration de la bête
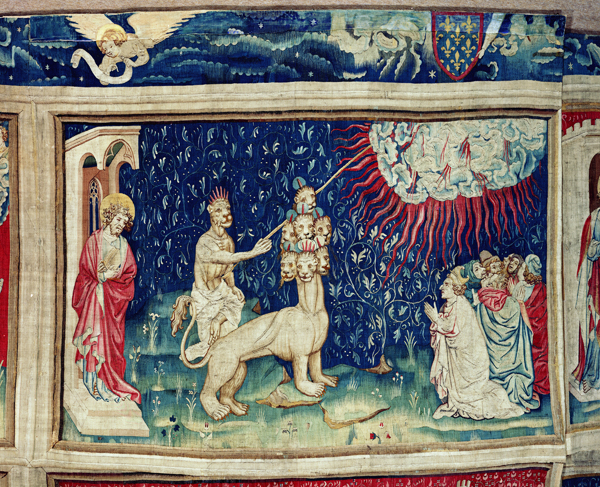
Bête de la terre fait tomber le feu du ciel
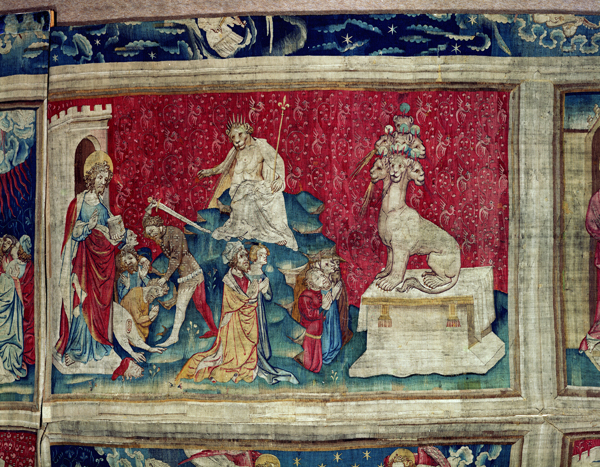
Adoration de l'image de la bête
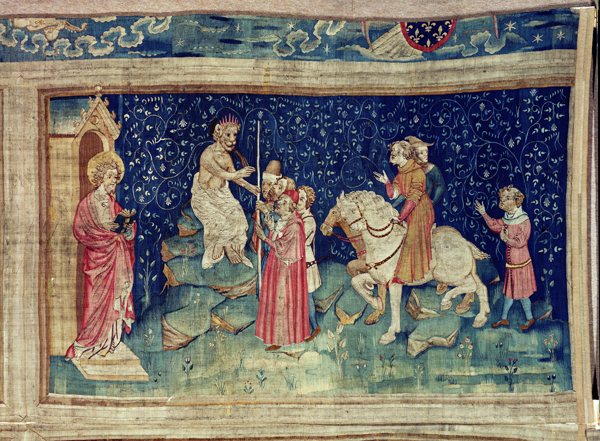
Chiffre de la bête
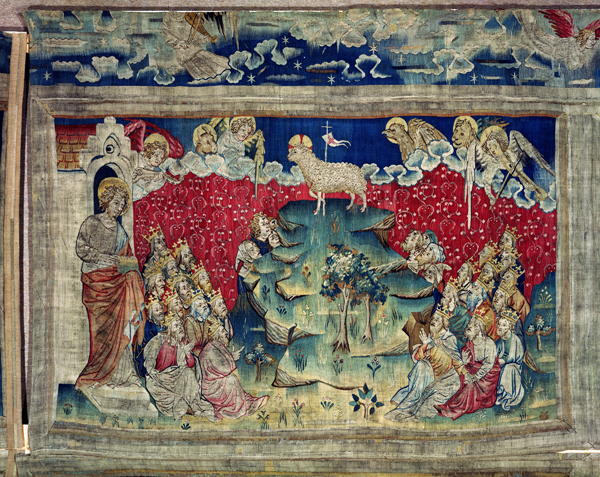
Agneau sur la montagne de Sion
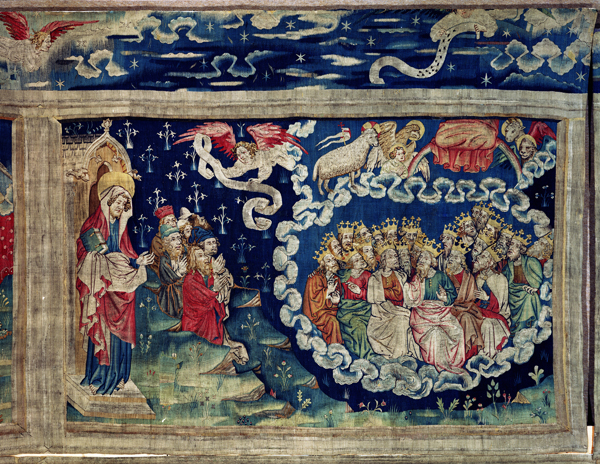
Le chant du cantique nouveau
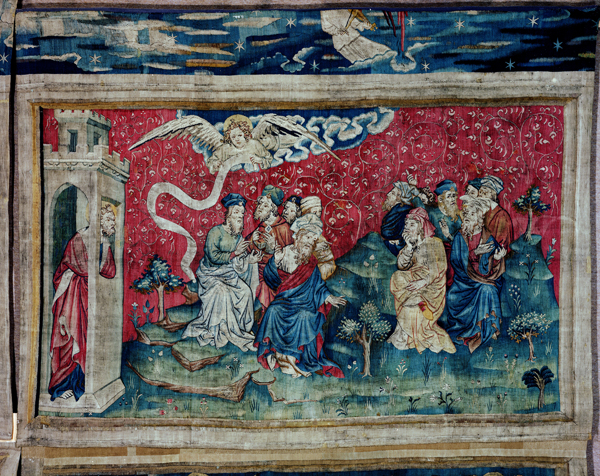
Un ange annonce une bonne nouvelle
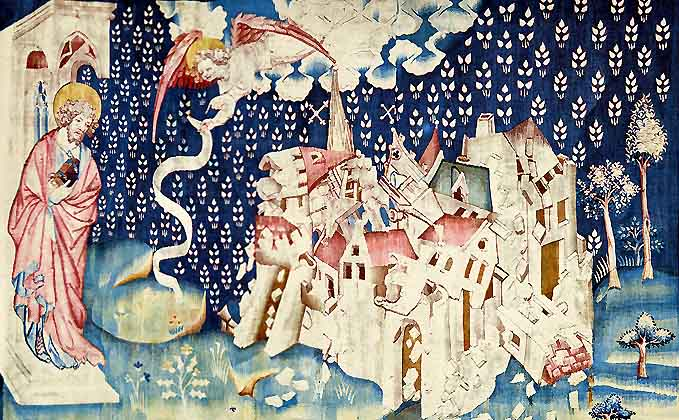
Deuxième ange
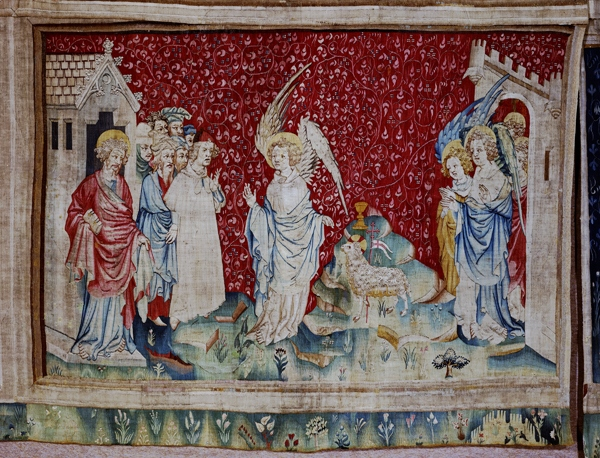
Un troisième ange et l'Agneau
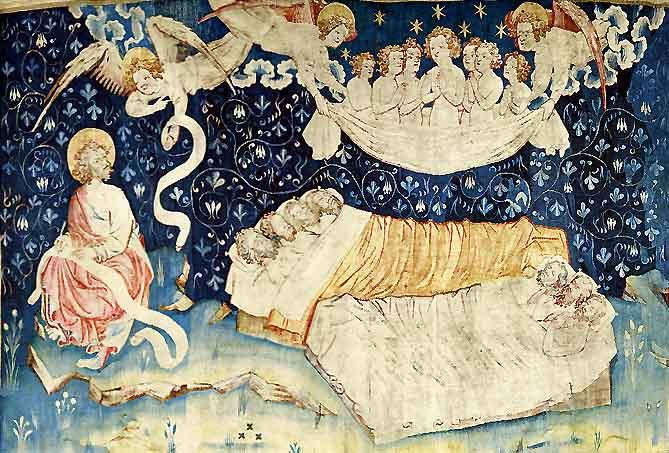
Sommeil des justes
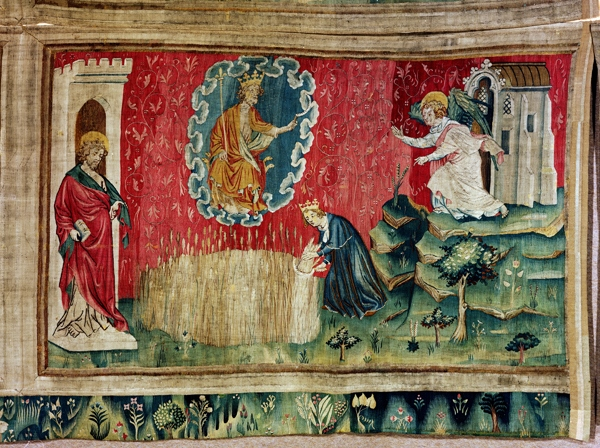
Moisson des élus
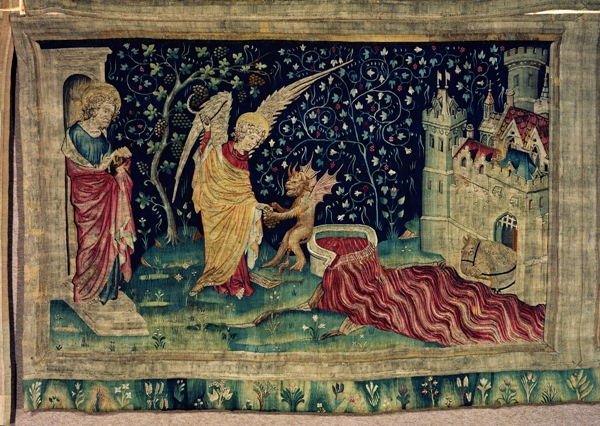
La cuve déborde
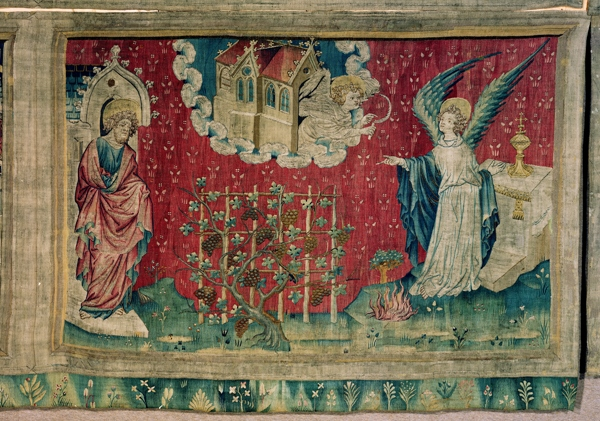
Vendange des réprouvés
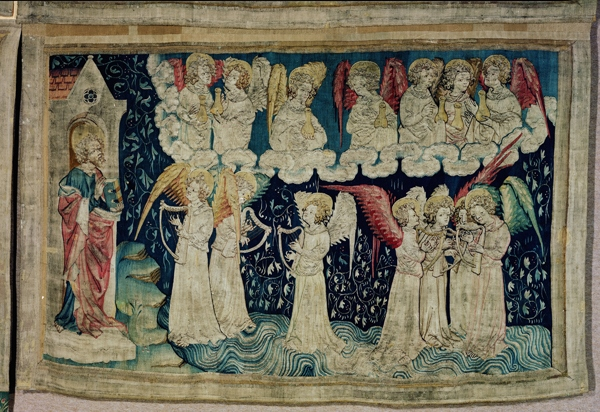
Les sept dernières plaies et les harpes de Dieu

- Le lecteur sous un baldaquin.

Registre du haut :
- Nouvelle adoration de la Bête (Ap 13,5-10).
- La Bête de la terre fait tomber le feu du ciel (Ap 13,11-13).
- L'adoration de l'image de la Bête (Ap 13,14-15).
- Le chiffre de la Bête (Ap 13,16-18).
- L'agneau sur la montagne de Sion (Ap 14,1).
- Le chant du cantique nouveau (Ap 14,2-5).
- Un ange annonce une bonne nouvelle (Ap 14,6-7).

Registre du bas :
- Un deuxième ange annonce la chute de Babylone (Ap 14,8).
- Un troisième ange et l'Agneau (Ap 14,9-12).
- Le sommeil des Justes (Ap 14,13).
- La moisson des Élus (Ap 14,14-16).
- La cuve déborde (Ap 14,19-20).
- La vendange des réprouvés (Ap 14,17-18).
- Les sept dernières plaies et les harpes de Dieu (Ap 15,1-4).

### Cinquième pièce: les sept coupes (Ap 15,5-19,10)
Notons que la tapisserie représente des fioles au lieu des coupes mentionnées par la plupart des traductions françaises de l'Apocalypse. Il s'agit dans le texte grec des phiales antiques utilisées pour les libations. De la phiale dérive aussi dans la langue française la fiole, qui ressemble davantage à ce qu'illustre la tapisserie.

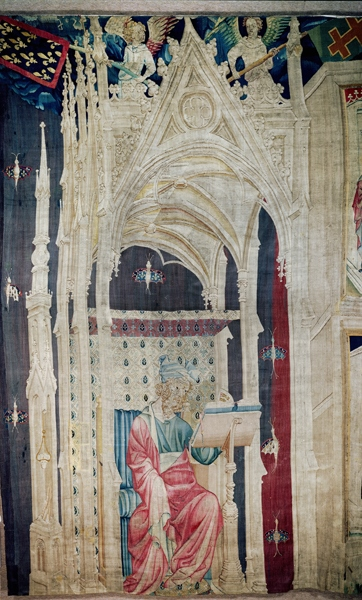
Lecteur.
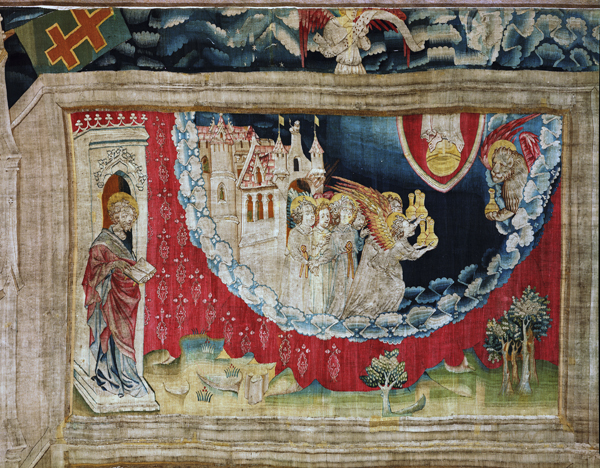
Les anges reçoivent leurs coupes.
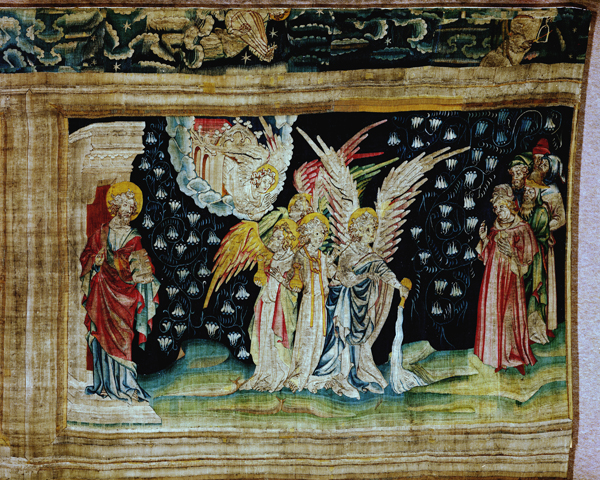
Première coupe versée sur la terre.
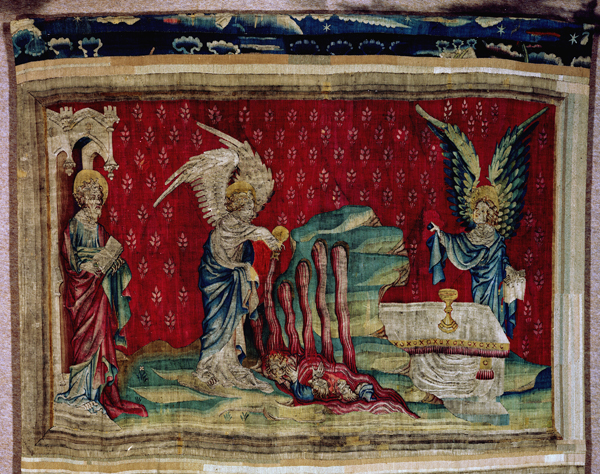
2e et 3e coupes versées sur les eaux.
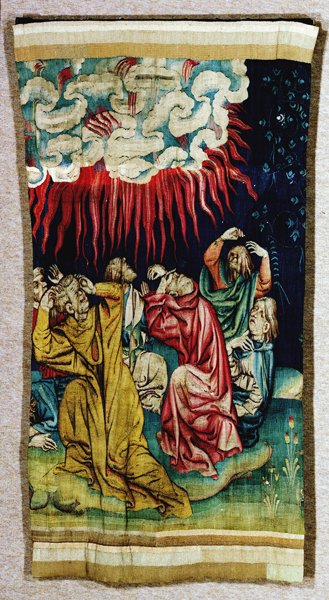
4e coupe versée sur le soleil.
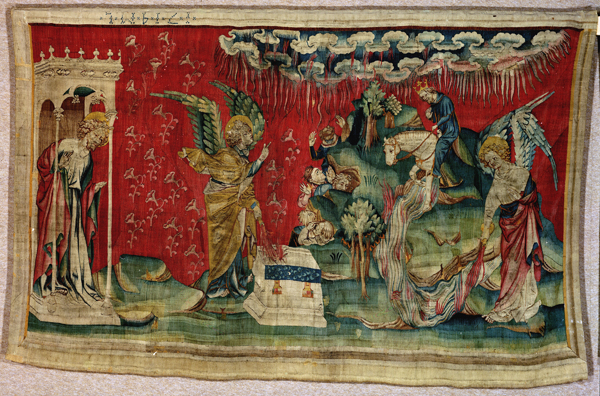
5e et 6e coupes versées sur le trône et l'Euphrate.
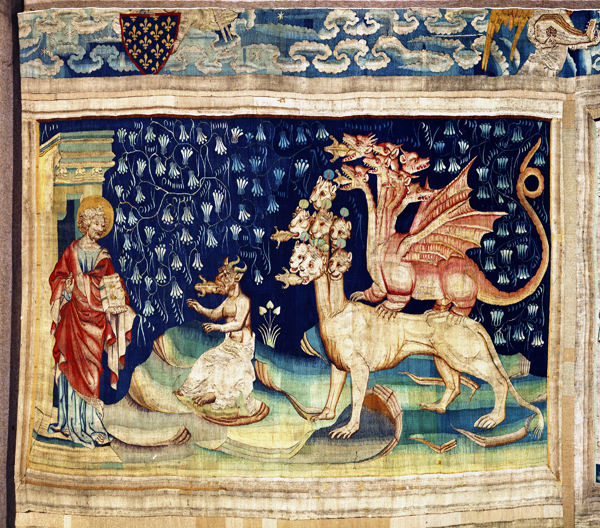
Grenouilles.
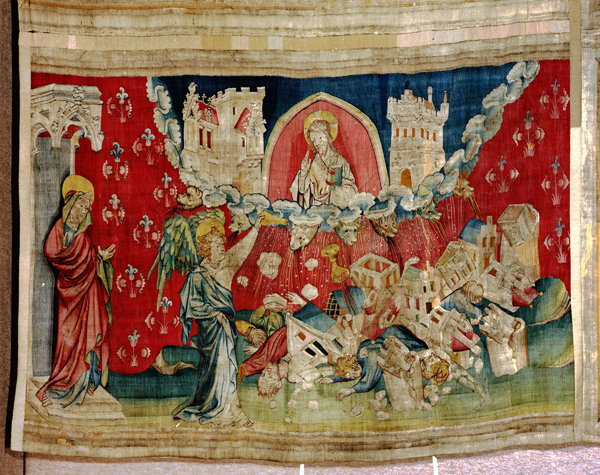
7e coupe versée dans l'air.
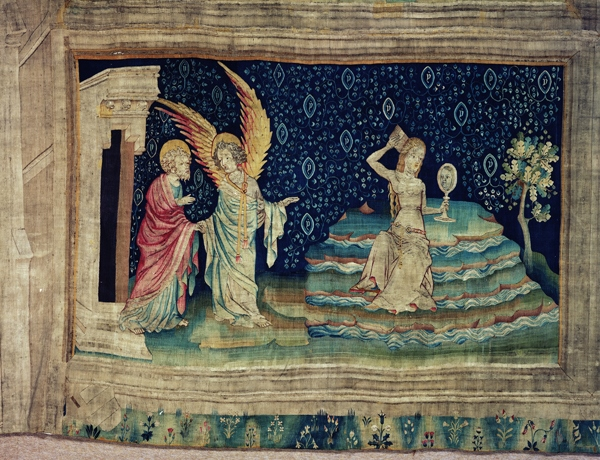
Grande prostituée sur les eaux.
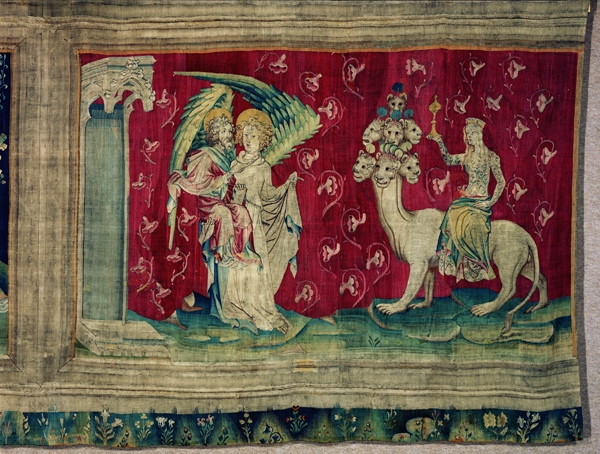
Grande prostituée sur la bête.
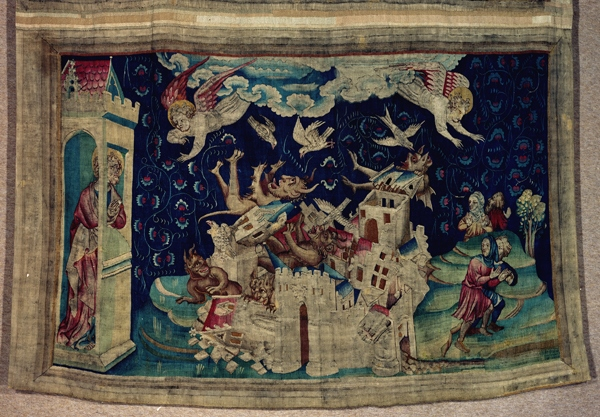
Chute de Babylone envahie par les démons.
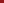
(L'ange jette une meule dans la mer).
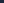
(Prostituée condamnée).
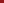
(Noces de l'Agneau).
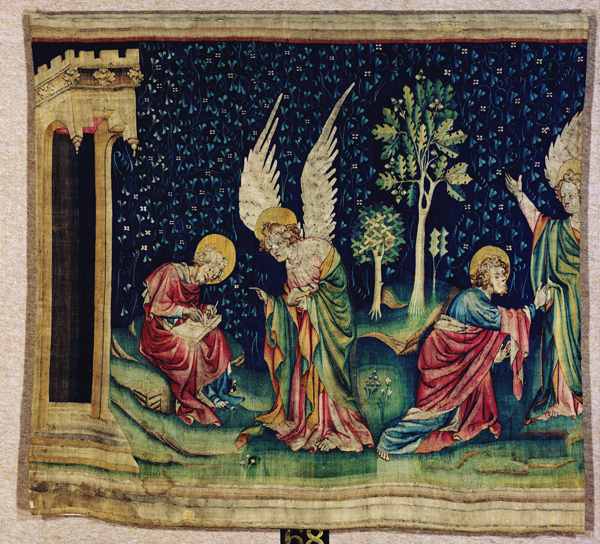
Saint Jean et l'ange.

- Le lecteur.

Registre du haut :
- Les anges reçoivent leurs coupes (Ap 15,5-8) ;
- La première coupe versée sur la terre (Ap 16,1-2) ;
- Les deuxième et troisième coupes versées sur les eaux (Ap 16,3-7) ;
- La quatrième coupe versée sur le soleil (Ap 16,8-9 ; un fragment) ;
- Les cinquième et sixième coupes versées sur le trône et sur l'Euphrate (Ap 16,10-13) ;
- Les grenouilles (Ap 16,14-16) ;
- La septième coupe est versée dans l'air (Ap 16,17-21).

Registre du bas :
- La Grande Prostituée sur les eaux (Ap 17,1-2). Son reflet dans le miroir est vieilli.
- La Prostituée sur la Bête (Ap 17,3-18). Saint Jean est frappé d'étonnement de l'image nouvelle de la prostituée, prétendument inoffensive sur la scène antérieure. L'ange le prend dans ses bras pour le protéger et lui révéler le mystère, la métaphore. Les sept têtes et les dix cornes représentent des rois ; les eaux sont les peuples.
- La chute de Babylone envahie par les démons (Ap 18,1-20).
- L'Ange jette une meule dans la mer (Ap 18,21-24).
- La Prostituée condamnée (Ap 19,1-2).
- Les noces de l'Agneau (Ap 19,3-8).
- Saint Jean et l'Ange (Ap 19,9-10 ; fragment important).

### Sixième pièce: la Jérusalem nouvelle (Ap 19,11-22,21)
Cette pièce est très incomplète.

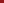
(Le Verbe de Dieu et la cuve de l'ardente colère de Dieu).
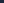
(Oiseaux dévorant les impies).
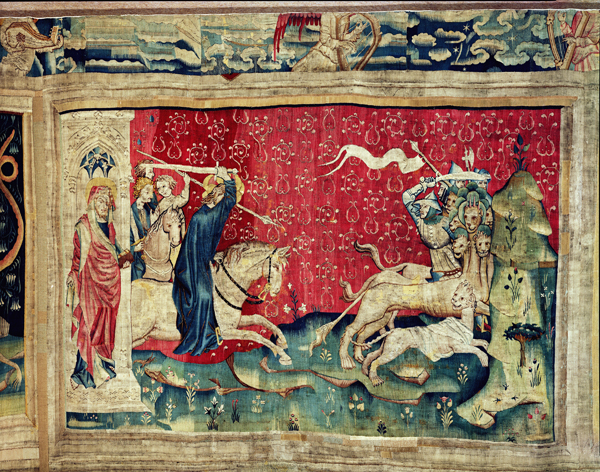
Le Verbe de Dieu charge les bêtes.
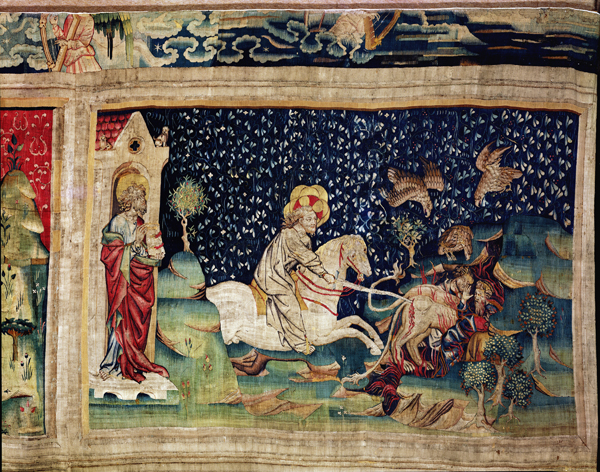
Bêtes jetées dans l'étang de feu.
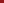
(Dragon est enfermé pour mille ans).
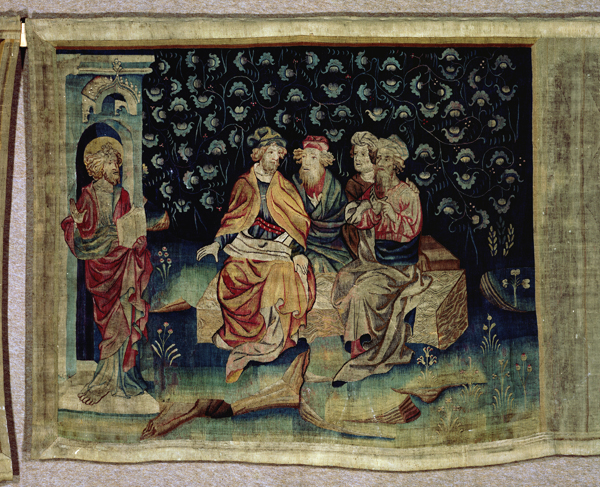
Juges.
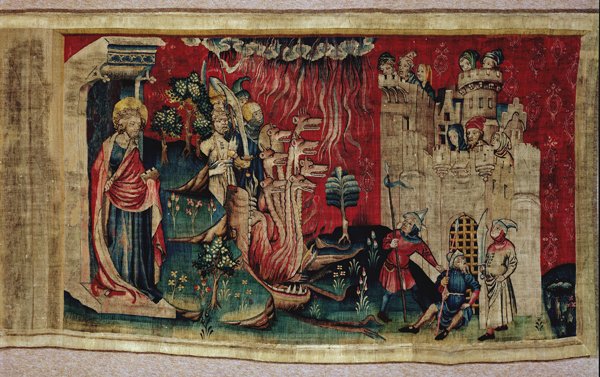
Satan assiège la ville.
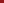
(Diable jeté dans l'Étang de feu).
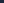
(Jugement dernier).
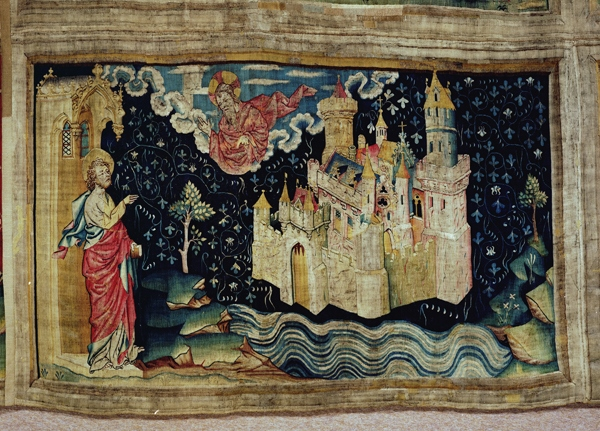
Jérusalem nouvelle.
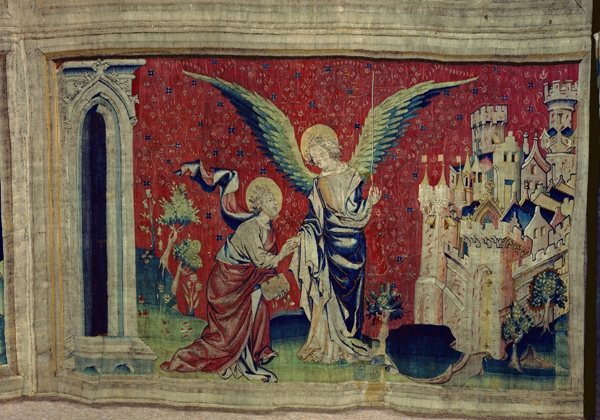
Mesure de la Jérusalem nouvelle.
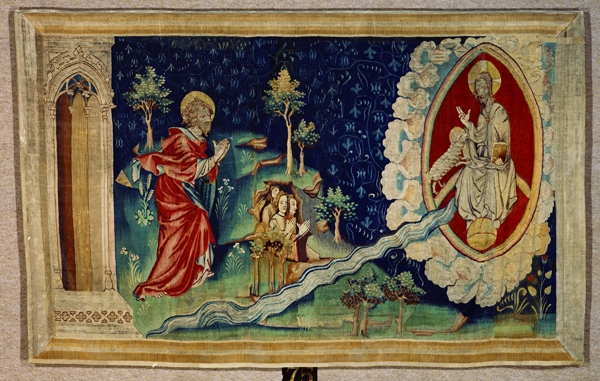
Fleuve coulant du trône de Dieu.
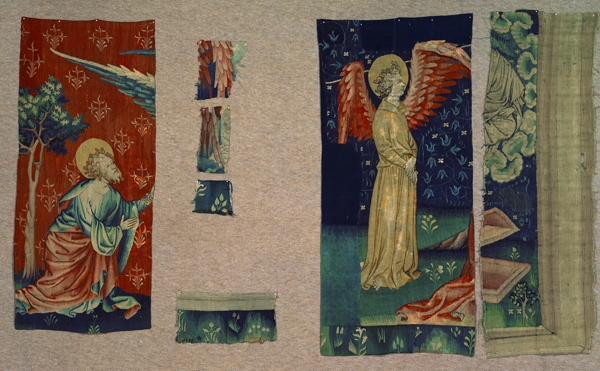
Saint Jean devant l'ange.
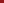
(Saint Jean devant le Christ).

- Lecteur disparu.

Registre du haut :
- Le Verbe de Dieu et la cuve de l'ardente colère de Dieu (Ap 19,11-16).
- Les oiseaux dévorent les impies (Ap 19,17-18).
- Le Verbe de Dieu charge les Bêtes (Ap 19,19).
- Les Bêtes sont jetées dans l'Étang de feu (Ap 19,20-21).
- Le Dragon est enchaîné pour mille ans (Ap 20,1-3 ; fragment).
- Les Juges (Ap 20,4-6).
- Satan assiège la Ville (Ap 20,7-9).

Registre du bas :
- Le Diable est jeté dans l'Étang de feu (Ap 20,10).
- Le Jugement dernier (Ap 20,11-15).
- La Jérusalem nouvelle (Ap 21,1-14). La ville descend du ciel.
- La mesure de la Jérusalem nouvelle (Ap 21,15-21). L'ange donne une réglette à Saint Jean pour qu'il prenne les mesures de Jérusalem. Symboliserait la mesure du nombre de pieux, ce qui est impossible à faire.
- Le fleuve coulant du trône de Dieu (Ap 21,22-27 ;  22,1-5). Ici Saint Jean n'a plus son livre dans les mains. Elles sont jointes et il peut rejoindre le paradis grâce au chemin d'eau que Dieu lui fait apparaître. Au loin d'autres personnes attendent leur tour pour rejoindre également le paradis.
- Saint Jean devant l'Ange (Ap 22,6-9 ; fragment).
- Saint Jean devant le Christ (Ap 22,10-21 ; fragment).

## Fragments de la tapisserie retrouvés en 2020
Une trentaine de fragments de la tapisserie ont été inventoriés lors du premier confinement en 2020 dans le stock d'œuvres d'art d'une galerie parisienne, la galerie d'art Ratton-Ladrière. Celle-ci en était la propriétaire depuis 1924 et l'achat par Charles Ratton auprès d'un marchand d'art allemand. Après authentification des fragments par la Direction régionale des affaires culturelles des Pays de la Loire et le Laboratoire de recherche des monuments historiques, la galerie décide, au printemps 2020, d'en faire don à l'État, propriétaire de la tenture. Les fragments de la tapisserie rejoignent la tenture en mai 2021 après près d'un siècle d'oubli.